# Persone di nome Antonio/Scrittori
| Questa pagina contiene informazioni ricavate automaticamente dalle voci biografiche con l'ausilio del template Bio e di un bot. L'aggiornamento è periodico e automatico e ricostruisce completamente la pagina. Se manca una persona in questa lista, sei pregato di non aggiungerla, ma accertati piuttosto che la sua voce biografica contenga il template Bio e che i dati anagrafici siano correttamente compilati. Se il template Bio manca, inseriscilo tu stesso o, in alternativa, metti l'avviso {{tmp\|Bio}} che ne segnala la mancanza. Se i dati riportati sono sbagliati, correggi direttamente la voce biografica; le modifiche saranno visibili in questa lista entro pochi giorni. Per chiarimenti vedi il progetto antroponimi. La lista contiene solo le 77 persone che sono citate nell'enciclopedia e per le quali è stato implementato correttamente il template Bio. Pagina aggiornata al 22 lug 2025. |

Questa è una lista di persone presenti nell'enciclopedia che hanno il nome Antonio e sono scrittori.

## A(8)
- Antonio Abbondanti, scrittore e poeta italiano (Imola)
- Antonio Alberti, scrittore, umanista e politico italiano (Firenze)
- Antonio Alcalá Galiano, scrittore spagnolo (Cadice, n. 1789 - Madrid, † 1865)
- Antonio Altomonte, scrittore e giornalista italiano (Palmi, n. 1934 - Roma, † 1987)
- Antonio Diogene, romanziere greco antico
- Antonio di Boetio, scrittore italiano (San Vittorino)
- Antonio da Fermo, scrittore italiano (Fermo)
- Antonio Astesano, scrittore e poeta italiano (Villanova d'Asti, n. 1412 - Asti, † 1463)

## B(7)
- Antonio Balbiani, scrittore, docente e giornalista italiano (Bellano, n. 1838 - Bellano, † 1889)
- Antonio Barolini, scrittore, poeta e giornalista italiano (Vicenza, n. 1910 - Roma, † 1971)
- Antonio Beffa Negrini, scrittore, poeta e storico italiano (Asola, n. 1532 - Piubega, † 1602)
- Antonio Beltramelli, scrittore e giornalista italiano (Forlì, n. 1879 - Roma, † 1930)
- Antonio Benci, scrittore, traduttore e storico italiano (Santa Luce, n. 1783 - Livorno, † 1843)
- Antonio Bolognini Amorini, scrittore e storico italiano (Bologna, n. 1767 - Bologna, † 1845)
- Antonio Vignali, scrittore e poeta italiano (Siena, n. 1500 - Milano, † 1559)

## C(9)
- Antonio Caballero Holguín, scrittore e giornalista colombiano (Bogotà, n. 1945 - Bogotà, † 2021)
- Antonio Canofilo, scrittore e religioso italiano (Sulmona - Sulmona)
- Nino Casiglio, scrittore e educatore italiano (San Severo, n. 1921 - San Severo, † 1995)
- Antonio Castelli, scrittore italiano (Castelbuono, n. 1923 - Palermo, † 1988)
- Antonio Cerati, scrittore e filologo italiano (Vienna, n. 1738 - Parma, † 1816)
- Antonio Contiero, scrittore, poeta e fotografo italiano (Arre, n. 1955)
- Antonio Cornazzano, scrittore e poeta italiano (Piacenza - Ferrara)
- Antonio Cossu, scrittore italiano (Santu Lussurgiu, n. 1927 - Santu Lussurgiu, † 2002)
- Aldo Nove, scrittore e poeta italiano (Viggiù, n. 1967)

## D(10)
- Antonio Gerardo D'Errico, scrittore e poeta italiano (Monteverde, n. 1961)
- Antonio Dal Masetto, scrittore italiano (Intra, n. 1938 - Buenos Aires, † 2015)
- Antonio Debenedetti, scrittore, giornalista e critico letterario italiano (Torino, n. 1937 - Roma, † 2021)
- Antonio del Re, scrittore, notaio e avvocato italiano (Tivoli)
- Antonio Delfini, scrittore, poeta e giornalista italiano (Modena, n. 1907 - Modena, † 1963)
- Antonio Di Cicco, scrittore italiano (Villalago, n. 1931 - Roma, † 1989)
- Antonio Dikele Distefano, scrittore italiano (Busto Arsizio, n. 1992)
- Antonio de Guevara, scrittore e vescovo cattolico spagnolo (Treceño - Mondoñedo, † 1545)
- Antonio de Vasco, scrittore italiano (Roma - Roma)
- Antonio Giuseppe della Torre di Rezzonico, scrittore e militare italiano (Como, n. 1709 - Parma, † 1785)

## F(7)
- Antonio Faeti, scrittore, saggista e pedagogista italiano (Bologna, n. 1939)
- Antonio Ferrara, scrittore e illustratore italiano (Portici, n. 1957)
- Antonio Ferres, scrittore spagnolo (Madrid, n. 1924 - Madrid, † 2020)
- Antonio Flores, scrittore spagnolo (Elche, n. 1818 - Madrid, † 1866)
- Antonio Fogazzaro, scrittore e poeta italiano (Vicenza, n. 1842 - Vicenza, † 1911)
- Antonio Francesco Frisi, scrittore e storico italiano (Melegnano, n. 1733 - Milano, † 1817)
- Antonio Fusco, scrittore italiano (Napoli, n. 1964)

## G(1)
- Antonio Genovesi, scrittore, filosofo e economista italiano (Castiglione del Genovesi, n. 1713 - Napoli, † 1769)

## L(3)
- Antonio Landi, scrittore e mercante italiano (Firenze, n. 1506 - Firenze, † 1569)
- Antonio Lo Frasso, scrittore e militare spagnolo (Alghero, n. 1540 - Cagliari, † 1600)
- Antonio Lupis, scrittore italiano (Molfetta, n. 1620 - Bergamo, † 1700)

## M(6)
- Antonio Machado Álvarez, scrittore e etnografo spagnolo (Santiago di Compostela, n. 1848 - Siviglia, † 1893)
- Antonio Meluschi, scrittore, giornalista e partigiano italiano (Vigarano Mainarda, n. 1909 - Bologna, † 1977)
- Antonio Monda, scrittore, direttore artistico e conduttore televisivo italiano (Velletri, n. 1962)
- Antonio Moresco, scrittore, saggista e drammaturgo italiano (Mantova, n. 1947)
- Antonio Muñoz Molina, scrittore e saggista spagnolo (Úbeda, n. 1956)
- Antonio Marín Muñoz, scrittore e storico spagnolo (Lopera, n. 1970)

## N(2)
- Antonio Fausto Naironi, scrittore, presbitero e orientalista libanese (Libano, n. 1635 - Roma, † 1707)
- Antonio Numai, scrittore e umanista italiano (Forlì - † 1602)

## O(2)
- Antonio Ongaro, scrittore italiano (Venezia - Valentano, † 1593)
- Antonio Ortuño, scrittore e giornalista messicano (Guadalajara, n. 1976)

## P(8)
- Antonio Pagliaro, scrittore italiano (Palermo, n. 1968)
- Antonio Pennacchi, scrittore italiano (Latina, n. 1950 - Latina, † 2021)
- Antonio Perazzi, scrittore e botanico italiano (n. 1969)
- Antonio Piazza, scrittore, giornalista e drammaturgo italiano (Venezia, n. 1742 - Milano, † 1825)
- Antonio Pizzuto, scrittore e traduttore italiano (Palermo, n. 1893 - Roma, † 1976)
- Antonio Porchia, scrittore e aforista italiano (Conflenti, n. 1885 - Buenos Aires, † 1968)
- Antonio Puddu, scrittore italiano (Siddi, n. 1933 - Selargius, † 2022)
- Antonio Puig, scrittore spagnolo (n. 1960)

## R(4)
- Antonio Aniante, scrittore e commediografo italiano (Viagrande, n. 1900 - Ventimiglia, † 1983)
- Antonio Romagnino, scrittore e giornalista italiano (Cagliari, n. 1917 - Cagliari, † 2011)
- Antonio Rossi, scrittore, traduttore e poeta svizzero (Maroggia, n. 1952)
- Antonio Russello, scrittore italiano (Favara, n. 1921 - Castelfranco Veneto, † 2001)

## S(7)
- Antonio Scoppa, scrittore italiano (Santa Lucia del Mela, n. 1763 - Napoli, † 1817)
- Antonio Scurati, scrittore e giornalista italiano (Napoli, n. 1969)
- Antonio Sema, scrittore e storico italiano (Pirano, n. 1949 - Montenars, † 2007)
- Antonio Skármeta, scrittore, traduttore e diplomatico cileno (Antofagasta, n. 1940 - Santiago del Cile, † 2024)
- Antonio Soler, scrittore spagnolo (Malaga, n. 1956)
- Antonio Spinosa, scrittore, giornalista e storico italiano (Ceprano, n. 1923 - Roma, † 2009)
- Antonio Steffenoni, scrittore e critico cinematografico italiano (Milano, n. 1947 - Milano, † 2017)

## T(1)
- Antonio Tentori, scrittore e sceneggiatore italiano (Roma, n. 1960)

## U(1)
- Antonio Ungar, scrittore colombiano (Bogotà, n. 1974)

## Á(1)
- Antonio Álvarez Gil, scrittore cubano (Melena del Sur, n. 1947)